# Chiesa di San Pietro Martire (Casteggio)
La chiesa di San Pietro Martire è il duomo nonché la principale parrocchiale di Casteggio, in provincia di Pavia e diocesi di Tortona; fa parte del vicariato di Casteggio.

## Storia

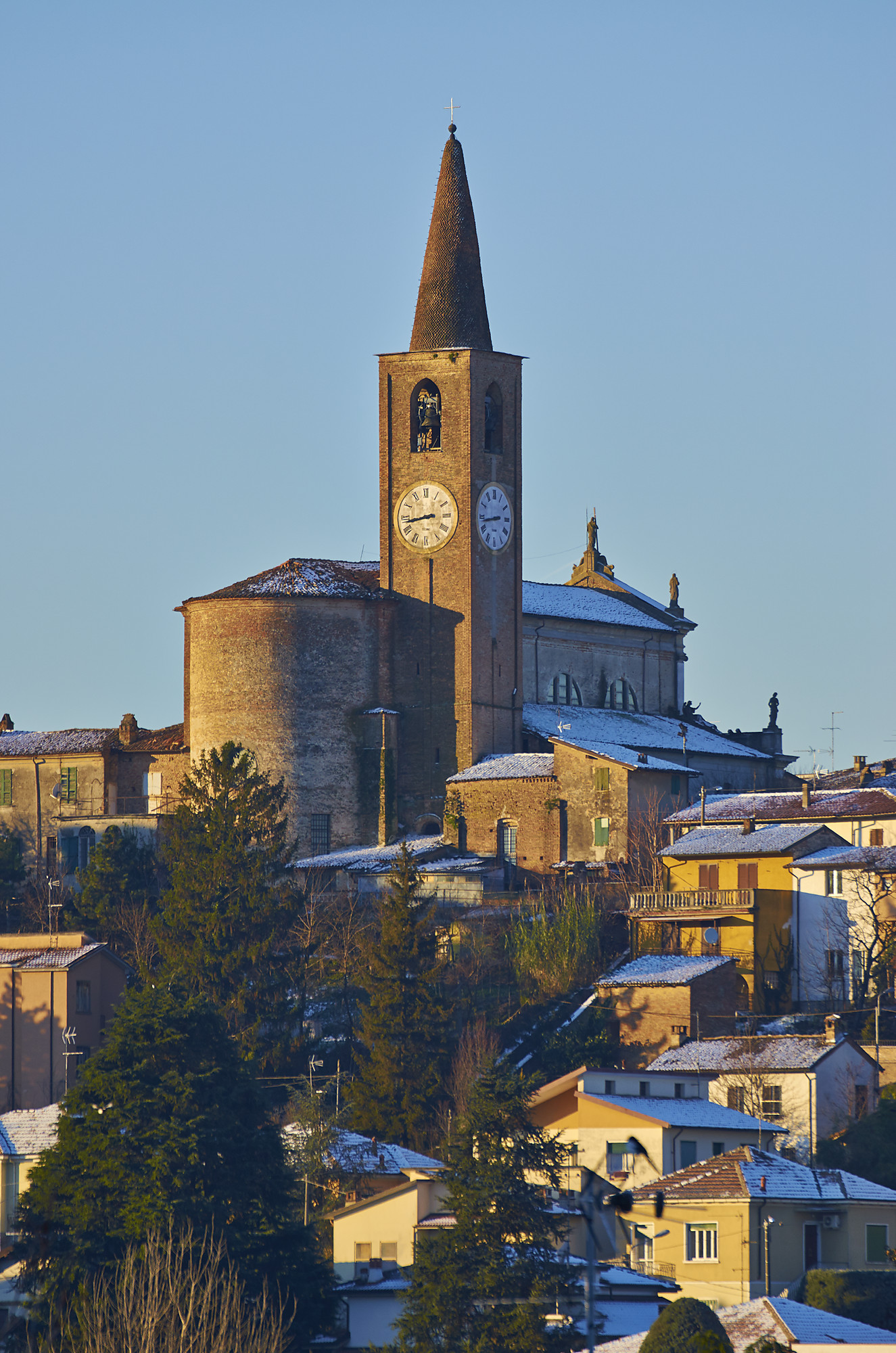
La chiesa domina il paese

Si sa che a Casteggio venne edificata una pieve in stile gotico nel XIV secolo; questa aveva, all'origine, come filiali le chiese di Calvignano, Mairano, Oliva, Lungavilla, Pinarolo, Montebello, Corvino, Mornico, Santa Giuletta, Torricella, Mezzana Cantalupo, Argine, Robecco, Casatisma, Verrua e Verretto. Da un documento del XVI secolo si apprende che le chiese filiali della pieve di Casteggio erano quelle di Argine, Calcababbio, Calvignano, Cantalupo, Casatisma, Corvino, Crocetta, Magrano, Mairano, Montebello, Mornico, Negrera, Oliva, Pinarolo, Porana, Robecco, San Germano, San Quirico, Santa Giuletta, Saraburlano, Torricella e Verretto. Nel 1803 la diocesi di Tortona fu soppressa e la chiesa passò alla diocesi di Piacenza; ritornò sotto la diocesi tortonese quando questa venne ristabilita, ovvero nel 1817. L'attuale parrocchiale venne edificata tra il 1810 ed il 1830 in stile neoclassico su progetto di Giuseppe Marchesi. In un documento del 1898 La parrocchiale di Casteggio è menzionata come a capo dell'omonimo vicariato, a sua volta facente parte della zona pastorale di Casteggio. Attualmente, invece, la suddetta zona pastorale non risulta più esistente.

## Interno
Opere di pregio custodite all'interno della chiesa sono una statua della Madonna col Bambino, la pala raffigurante San Giuseppe, posta sull'omonimo altare, l'altare maggiore, risalente al XVIII secolo, l'organo, opera dei fratelli Lingiardi, ai lati del quale sono collocate due tele raffiguranti una San Francesco e l'altra il Bambin Gesù assieme ai Santi Giuseppe e Giovanni Battista. Il battistero è in marmi policromi. La sacrestia è in stile quattrocentesco e le volte a crociera conservano ancora i costoni gotici. Nella parrocchia sono presenti delle nicchie dove sono contenute le reliquie di San Colombano e di San Pietro apostolo, della Santa Croce e dell'Olio Santo. Nel muro della canonica è inserita una lapide romanica.